# Chavari et Durand
 (octobre 2022).
Chavari et Durand (Xavier Chavari et Bruno Durand) forment un duo d'humoristes actif sur la scène comique depuis le milieu des années 1990, et également connu sous l'appellation Choc frontal.

## Biographie

### Scène
C'est au sein du théâtre de l'Unité que Xavier Chavari et Bruno Durand se rencontrent en 1993. Avec la troupe dirigée par Jacques Livchine et Hervée De Lafond, ils joueront le Dom Juan de Molière pendant plusieurs années.
Xavier Chavari poursuivra d'ailleurs l'aventure avec le théâtre de l'Unité en participant à la pièce 2 500 à l'heure,.
Le duo nait en 1995 au sein même du théâtre de l'Unité, lorsqu'à l'occasion d'une tournée, Chavari et Durand présentent à la troupe des sketches écrits pour deux comédiens par Xavier Chavari,. À cette époque, Jacques Livchine dirige également la scène nationale de Montbéliard, rebaptisée Centre d'art et de plaisanterie. C'est lui qui permettra au duo de se lancer en l'intégrant dans sa programmation.
Le duo créé alors Choc frontal, le premier spectacle qui fera sa renommée. Pendant près de quinze ans, ce spectacle, mis en scène par Agnès Boury , sera programmé partout en France, ainsi qu'à l'étranger, dans de nombreux théâtres et festivals, empochant au passage un grand nombre de récompenses. En 1997, ils obtiennent trois prix au Festival d'humour Villard-de-Lans vit l'art de rire (prix du Jury, prix du Jeune Public, prix des techniciens). En 1998, ils remportent coup sur coup le Devos d'Or au Festival d'humour de Monnaie, le grand prix du Jury au Festival d'humour de Vienne, ainsi que le prix du Jury au Festival « La Transjurassienne » des Rousses.
À la suite de ces récompenses, Chavari et Durand seront produits durant deux ans par Juste pour rire. Ils joueront au Festival Juste pour rire de Montréal en 1998.
Parallèlement à cela, le spectacle sera présenté à plusieurs reprises au festival off d'Avignon (1997, 1998, 2001 et 2003) et dans plusieurs salles parisiennes (théâtre Grévin, Bobino, Café de la Gare, Le Point-Virgule, Caveau de la République, théâtre de Dix heures, théâtre Trévise, Le Sentier des Halles, le Palais des Glaces …).
L'aventure du duo se poursuit avec la création au festival off d'Avignon, en 2003, d'une première pièce de théâtre, intitulée Inspirez… Soufflez !… Comme pour le spectacle précédent, c'est Xavier Chavari qui signe les textes. La mise en scène, quant à elle, sera confiée à Pierre Aufrey. 
En 2005, Xavier Chavari se lance dans l'expérience en solo, et signe un premier one-man-show intitulé Mes faits divers. Il présente sa pièce la même année au Festival d'Avignon. Il participera également à des enregistrements pour le site YouHumour.
En 2009, Chavari et Durand mettent un point final à leur premier spectacle Choc frontal. Une captation est réalisée et un DVD de ce spectacle parait.
L'année suivante, le duo créé au théâtre de la Fontaine d'argent d'Aix-en-Provence un tout nouveau spectacle : Choc frontal est borderline. Ce spectacle remporte cette même année le grand prix du jury au Festival d'humour de Vienne. Il est présenté au festival off d'Avignon en 2010 et 2011 et tourne partout en France. Le duo présente deux sketches issus de ce spectacle lors des soirées YouHumour de Nantes en 2012.
En mars 2013, parallèlement à leurs tournées en duo, Chavari & Durand créent Quoi de neuf ? Molière ! avec la comédienne Cathy Lamy (également issue de la troupe de l'Unité). Le trio ainsi formé interprète dans ce spectacle une succession de scènes du répertoire de Molière, dans une mise en scène contemporaine et fidèle à l'esprit de Chavari & Durand.
En 2017, création de leur nouveau spectacle Les Prétentieux. Les premières représentations ont lieu en avril au Pierre Tabard théâtre à Montpellier.

### Télévision
Chavari & Durand ont participé brièvement à l'émission Le Petit Théâtre de Bouvard.

#### On n'demande qu'à en rire
Le 8 septembre 2011, ils participent pour la première fois à l'émission On n'demande qu'à en rire (2e saison), présentée par Laurent Ruquier, en interprétant un sketch sur le thème J'ai vu des stars au camping. À cette occasion, ils se distinguent sur deux points  : d'abord grâce à Laurent Ruquier, qui dès leur premier passage leur accorde une note de 20/20 ; puis pour avoir réalisé le meilleur score sur un premier passage, avec un total de 82/100. Ils seront ensuite détrônés par Nicolas Meyrieux.
Ils quittent l'aventure après le 25 novembre 2011, à l'occasion de leur 7e passage. Buzzés[Quoi ?] par Jean Benguigui et Jean-Luc Moreau, et estimant que le sketch n'avait pas suffisamment été développé pour être appréciable à sa juste valeur, Chavari & Durand refusent la proposition de Laurent Ruquier de faire voter le public.

### Style
Le style d'écriture de Xavier Chavari pour le duo Chavari & Durand s'appuie sur le goût de faire rire intelligemment, en se nourrissant de références socio-culturelles, littéraires et théâtrales notamment. Aussi, il est arrivé que les sketches du duo soit utilisés comme matière par des enseignants.

## Spectacles
- 1995 : Choc frontal
- 2003 : Inspirez… Soufflez !…
- 2005 : Mes faits divers (solo de Xavier Chavari)
- 2009 : Choc frontal est borderline
- 2013 : Quoi de neuf ? Molière ! (en trio avec la comédienne Cathy Lamy)
- 2017 : Les Prétentieux

## Vidéographie
- 2009 : Choc frontal

## Prix remportés

### Choc Frontal
- 1997 :  Festival d'Humour de Villard de Lans : prix du jury, prix du jeune public, prix des techniciens
- 1998 :  Festival de Monnaie : Devos d'Or
- 1998 :  Festival d'Humour de Vienne : grand prix du jury
- 1998 :  Festival « La Transjurassienne » des Rousses : prix du jury

### Choc Frontal est Borderline
- 2010 : Festival d'Humour de Vienne : grand prix du jury

## Sketchs réputés
- Lulu et Trickpa (mettant en scène une confrontation virtuelle entre un caïd des années 1940 avec un autre des années 1990). Ce sketch a été diffusé à deux reprises dans l'émission de Philippe Meyer sur France Inter : La prochaine fois je vous le chanterai [10],[11]
- Le conflit de connards
- Les lieux communs
- Le débat politique
- Monsieur Toutpareil